# Јосипдол (Рибница на Похорју)
Јосипдол (словен. Josipdol) је насељено место у општини Рибница на Похорју, Корушка регија, Словенија.

## Историја
До територијалне реорганизације у Словенији био је у саставу старе општине Радље об Драви.

## Становништво
У попису становништва из 2011. године, Јосипдол је имао 311 становника.
| Број становника према пописима | Број становника према пописима | Број становника према пописима |
| ------------------------------ | ------------------------------ | ------------------------------ |
| 1991                           | 2002                           | 2011                           |
| 367                            | 330                            | 311                            |